# Mañana Será Bonito (Bichota Season)
Mañana Será Bonito (Bichota Season) é a segunda mixtape da cantora colombiana Karol G. Foi lançada em 11 de agosto de 2023, pela Bichota e Interscope Records. Composto por dez faixas, o álbum é principalmente um disco de reggaeton e pop latino e conta com participações especiais de Peso Pluma, Cris MJ, Ryan Castro, Kali Uchis, Dei V, Young Miko e Tiësto.
A mixtape foi acompanhada por dois singles: "S91" e "Mi Ex Tenía Razón". A mixtape foi um sucesso comercial e se tornou o segundo álbum feminino totalmente em espanhol a alcançar o top três da Billboard 200, atrás de seu também álbum Mañana Será Bonito, arrecadando 67.000 unidades equivalentes ao álbum na primeira semana.

## Antecedentes
Após o lançamento de seu quarto álbum de estúdio em 2023, Mañana Será Bonito, Karol G anunciou o lançamento de "S91" por meio de suas contas nas redes sociais. A canção foi lançada em 13 de julho de 2023, como primeiro single da mixtape. Ao final do vídeo que acompanha "S91", foi divulgado o lançamento de Mañana Será Bonito (Bichota Season). Em 31 de julho de 2023, Karol G anunciou a data de lançamento da mixtape junto com o título e a capa. Mañana Será Bonito (Bichota Season) foi lançado em 11 de agosto de 2023, para coincidir com o lançamento da próxima turnê de Karol G, a Turnê Mañana Será Bonito, antes do primeiro show ser adiado um dia antes.
No dia 7 de agosto de 2023, a cantora revelou a tracklist da mixtape, com participações especiais de Peso Pluma, Cris MJ, Ryan Castro, Kali Uchis, Dei V, Young Miko e Tiësto. Mañana Será Bonito (Bichota Season) foi lançado oficialmente no dia 11 de agosto de 2023, junto com o segundo single da mixtape, "Mi Ex Tenía Razón".

## Conceito
O projeto foi pensado inicialmente como uma edição de luxo de seu quarto álbum de estúdio anterior, Mañana Será Bonito, antes de a decisão ser alterada. Em entrevista à Apple Music, ela revelou:

### Título
O título Mañana Será Bonito (Bichota Season) faz referência a dois projetos anteriores de Karol G: seu álbum, Mañana Será Bonito, e "Bichota", single de seu terceiro álbum de estúdio, KG0516.
Naquela época, a versão deluxe não fazia sentido. Comecei a ouvir a música novamente e comecei a vê-la como uma fita cassete com lado A e lado B. Mañana Será Bonito foi muito bonita, principalmente depois de viver um processo de transição, mudança e evolução. Com Bichota Season me sinto mais livre, autoconfiante e fortalecida. Quero mostrar a minha força e a grandiosidade do que conquistei com tanto sacrifício e trabalho. Isso é Bichota Season para mim, a evolução.
A frase “Mañana Será Bonito” veio de Karol G repetindo todos os dias quando não se sentia bem. Em entrevista à Rolling Stone, ela revelou: “O nome do álbum é uma frase que eu repetia para mim mesma quando nada parecia bom. Quer dizer, eu estava passando pelo melhor momento da minha carreira, mas pessoalmente estava realmente desconectada de mim mesma e dos meus amigos. Eu não estava infeliz, mas também não estava feliz. Então, todos os dias eu dizia para mim mesma: 'Está tudo bem, mañana será bonito, amanhã será lindo".
A palavra "Bichota" vem da gíria porto-riquenha "bichote". Bichote é o indivíduo que, por sua posição econômica ou política, é considerado importante ou influente, geralmente relacionado à venda de drogas. Apesar disso, Karol G deu um novo significado à palavra para sua música, afirmando: “É um momento de se sentir sexy, sedutora, ousada, forte, empoderada e, até certo ponto, se traduz em motivação pessoal e autoconfiança. todas super ‘Bichotas’ por dentro. É acreditar e trabalhar para que o resto do mundo também veja”.

## Lançamento e promoção
O álbum foi lançado em 11 de agosto de 2023, pela Bichota e Interscope. Em 4 de agosto de 2023, Karol G foi a atração principal do festival de música Lollapalooza em Chicago, onde "S91" foi tocada pela primeira vez. No dia 10 de agosto de 2023, Karol G embarcou na "Mañana Será Bonito Tour", promovendo Mañana Será Bonito (Bichota Season) e Mañana Será Bonito. A turnê por estádios está programada para durar até 9 de maio de 2024. "Mi Ex Tenía Razón", entre outras da mixtape, foram tocadas pela primeira vez durante a turnê.

### Singles
"S91" foi lançado em 13 de julho de 2023, como o primeiro single do álbum. O título da canção é uma abreviação para "Salmo 91". Alcançou o top setenta da parada Billboard Hot 100 dos EUA, na posição 63. A canção também alcançou o top dez da Billboard Hot Latin Songs.
"Mi Ex Tenía Razón" foi lançado como segundo single em 11 de agosto de 2023, junto com o lançamento do álbum. A canção cúmbia foi amplamente recebida na América Hispânica, alcançando o top dez em sete países, bem como alcançando o primeiro lugar no Peru e na Colômbia. Estreou na posição 22 na parada Billboard Hot 100, tornando-se a música espanhola com maior sucesso de uma solista feminina. No mercado europeu, o single alcançou a posição catorze na parada espanhola PROMUSICAE, recebendo certificado de ouro. Tornou-se a canção com melhor performance da mixtape, atrás da colaboração com o cantor mexicano Peso Pluma em "Qlona".

## Lista de faixas
| Mañana Será Bonito (Bichota Season) – Edição padrão |                                                             |                                                                                                 |                                                    |         |  |
| N.º                                                 | Título                                                      | Compositor(es)                                                                                  | Produtor(es)                                       | Duração |  |
| 1.                                                  | "Bichota G"                                                 | Carolina Giraldo Sky Rompiendo Alejandro Suárez Nicolas Jaña                                    | Rompiendo [p] Taiko Joel Iglesias [v]              | 2:13    |  |
| 2.                                                  | "Oki Doki"                                                  | Giraldo Jaña Ramírez                                                                            | Rompiendo [p] Taiko Iglesias [v]                   | 2:23    |  |
| 3.                                                  | "Mi Ex Tenía Razón"                                         | Giraldo Andrés Ríos Edgar Barrera Kevyn Cruz Marco Borrero                                      | Barrera Mag                                        | 2:34    |  |
| 4.                                                  | "S91"                                                       | Giraldo Daniel Echavarria Cruz                                                                  | Ovy on the Drums                                   | 2:53    |  |
| 5.                                                  | "Qlona" (com Peso Pluma)                                    | Giraldo Hassan Laija Echavarría Daniel Gutiérrez                                                | Ovy on the Drums                                   | 2:52    |  |
| 6.                                                  | "Una Noche en Medellín (Remix)" (com Cris MJ e Ryan Castro) | Giraldo Christopher García Bryan Sosa Francisco Gallardo                                        | Eduardo Burgos Esteban Estrada [v]                 | 3:25    |  |
| 7.                                                  | "Me Tengo Que Ir" (com Kali Uchis)                          | Giraldo Karly-Marina Loaiza Ramírez                                                             | Rompiendo [p] Iglesias [v] Austen Jux-Chandler [v] | 4:36    |  |
| 8.                                                  | "Gatita Gangster" (com Dei V)                               | Giraldo Davis G. Juarbe Jaña Ramírez                                                            | Rompiendo [p] Taiko Iglesias [v]                   | 2:50    |  |
| 9.                                                  | "Dispo" (com Young Miko)                                    | Giraldo María Victoria Ramírez de Arellano Cruz Diego López Crespo Mariana Beatriz López Crespo | Ovy on the Drums                                   | 3:13    |  |
| 10.                                                 | "Provenza (Remix)" (com Tiësto)                             | Giraldo Cruz Echavarría                                                                         | Tiësto                                             | 3:07    |  |
| Duração total:                                      | Duração total:                                              | Duração total:                                                                                  | Duração total:                                     | 30:06   |  |

| Mañana Será Bonito (Bichota Season) – Edição física |              |              |         |  |
| N.º                                                 | Título       | Produtor(es) | Duração |  |
| 11.                                                 | "Un Clásico" |              |         |  |

Notas
- ↑[p]  significa um produtor primário e vocal.
- ↑[v]  significa um produtor vocal.

## Desempenho comercial
No primeiro dia de lançamento no Spotify, Mañana Será Bonito (Bichota Season) estreou com 17,5 milhões de streams na parada global do Spotify e 18,7 milhões no geral, quebrando o recorde de segunda maior estréia de um álbum feminino em espanhol, anteriormente detido por Motomami de Rosalía, e apenas atrás de seu álbum anterior Mañana Será Bonito.

### Tabelas semanais
| Tabela musical (2023)             | Melhor posição |
| --------------------------------- | -------------- |
| Canadá (Billboard)                | 77             |
| Espanha (PROMUSICAE)              | 1              |
| Estados Unidos (Top Latin Albums) | 1              |
| França (SNEP)                     | 139            |
| Itália (FIMI)                     | 86             |
| Suíça (Schweizer Hitparade)       | 12             |

## Histórico de lançamento
| Região | Data                 | Formato(s)                          | Gravadora        | Ref.   |
| ------ | -------------------- | ----------------------------------- | ---------------- | ------ |
| Vários | 11 de Agosto de 2023 | CD download digital streaming vinil | Universal Latino | [ 20 ] |